# Adam Krzesiński
Adam Artur Krzesiński (* 13. září 1965 Varšava, Polsko) je bývalý polský sportovní šermíř, který se specializoval na šerm fleretem. Polsko reprezentoval v osmdesátých, devadesátých letech a na přelomu tisíciletí. Na olympijských hrách startoval v roce 1992, 1996 a 2000 v soutěži jednotlivců a družstev. V roce 1997 získal titul mistra Evropy v soutěži jednotlivců. S polským družstvem fleretistů vybojoval na olympijských hrách jednu stříbrnou (1996) a jednu bronzovou (1992) olympijskou medaili a v roce 1998 vybojoval s družstvem titul mistra světa.